# Fimbristylis composita
Fimbristylis composita är en halvgräsart som beskrevs av Latz. Fimbristylis composita ingår i släktet Fimbristylis och familjen halvgräs.
Artens utbredningsområde är Northern Territory, Australien. Inga underarter finns listade i Catalogue of Life.